# Tim Kempton Jr.
Tim Kempton Jr.  (Scottsdale, Arizona, 28 de abril de 1995) es un exjugador de baloncesto estadounidense. Con 2,08 metros de altura, jugaba en la posición de pívot y su último equipo fue el Kolossos Rodou BC. Es hijo del también jugador de baloncesto Tim Kempton.

## Trayectoria deportiva

### Universidad
Jugó durante cuatro temporadas con los Mountain Hawks de la Universidad Lehigh, en las que fue nombrado mejor jugador del año 2015 y 2016 de la Patriot League. El pívot de 2,08 m permaneció los 4 años de periplo colegial y donde nunca ha parado de crecer, evolucionar y mejorar en todos los aspectos del juego. Es hijo de un histórico tanto en NBA como en España, ya que su padre pasó por equipos como Baloncesto León o Girona. 
En la temporada 2016/17 fue uno de los dos únicos jugadores de toda la competición NCAA en promediar más de 20 puntos y más de 10 rebotes por encuentro, probablemente el jugador salido de los Mountain Hawks más determinante desde C. J. McCollum.
En junio de 2017 firma por el Club Basket Bilbao Berri. En noviembre de ese mismo año,el club bilbaíno rescinde el contrato del jugador estadounidense. 
Tras pasar por Israel y Grecia, abandona el baloncesto para dedicarse al negocio inmobiliario.